# Żabińskie Góry

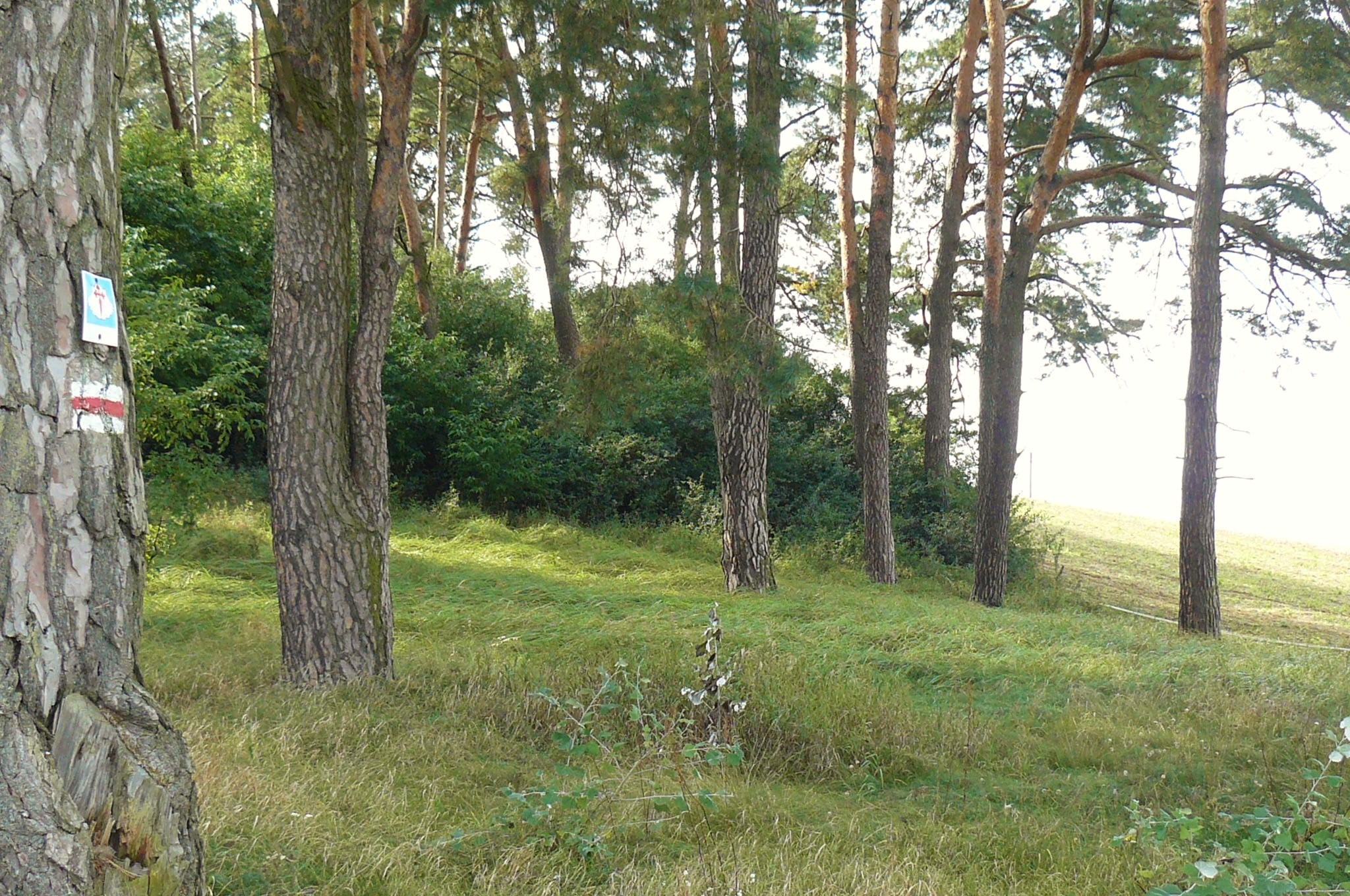
Północny skłon Żabińskich Gór

Żabińskie Góry – pasmo ozów zlokalizowane w gminie Brodnica (powiat śremski).
Polodowcowe pasmo ma około 10 kilometrów długości i 500-700 metrów szerokości, rozciągając się z zachodu na wschód, od Żabna na zachodzie do Ludwikowa na wschodzie. Obszar jest w większości zalesiony. Najwyższe wzniesienie (bezimienne) ma 103 m n.p.m. Różnica wysokości względnej wynosi około 40 metrów. W pobliżu Żabna, na stoku Żabińskich Gór, znajduje się cmentarz ewangelicki z XIX/XX wieku. Od strony Górki (z południa) prowadzi w pasmo zabytkowa aleja. Przez Góry przebiega  czerwony szlak turystyczny z Żabna do Drużyny, Wielkopolska Droga św. Jakuba oraz szlak rowerowy EuroVelo nr 9. Poszczególne stoki są dobrymi punktami widokowymi na okolicę.